# Pollionnay
Pollionnay es una comuna francesa situada en el departamento de Ródano, en la región de Auvernia-Ródano-Alpes.

## Geografía
Está situada a 17 kilómetros al oeste de Lyon.

## Demografía
| 533 | 676 | 866 | 1088 | 1262 | 1580 | 1858 | 2388 | 2845 |
| Para los censos de 1962 a 1999 la población legal corresponde a la población sin duplicidades (Fuente: INSEE [Consultar]) |     |     |      |      |      |      |      |      |